# Sotira (Famagusta)
Sotira (Grieks: Σωτήρα) is een dorp in het district Famagusta aan de oostkust van Cyprus. Sotira grenst aan buurgemeenten Paralimni in het oosten, Dherynia in het noorden, Frenaros in het noordwesten, Liopetri in het zuidwesten en Agia Napa in het zuidoosten.

## Sport
Voetbalclub Onisilos Sotira speelt haar thuiswedstrijden in Sotira. De club komt uit in de B' Kategoria, het tweede niveau in Cyprus.

## Galerij

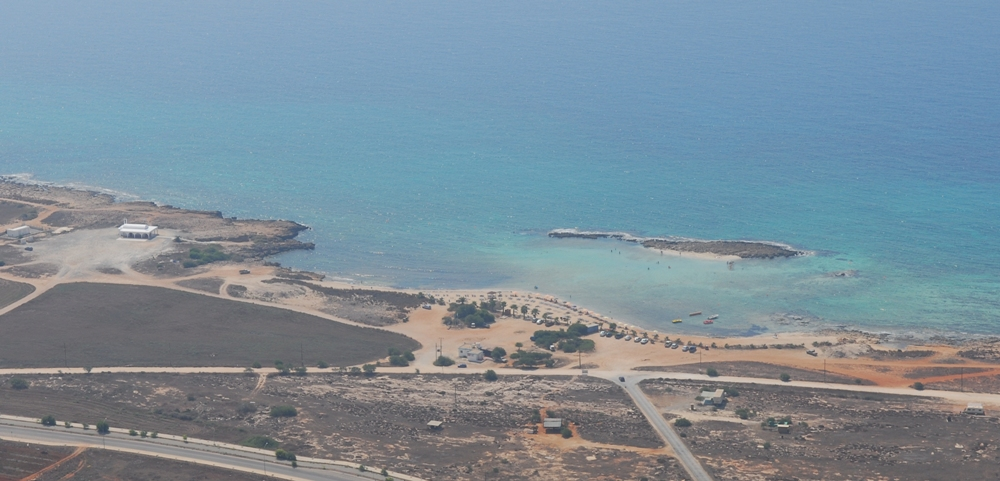
Het strand Ayia Thekla
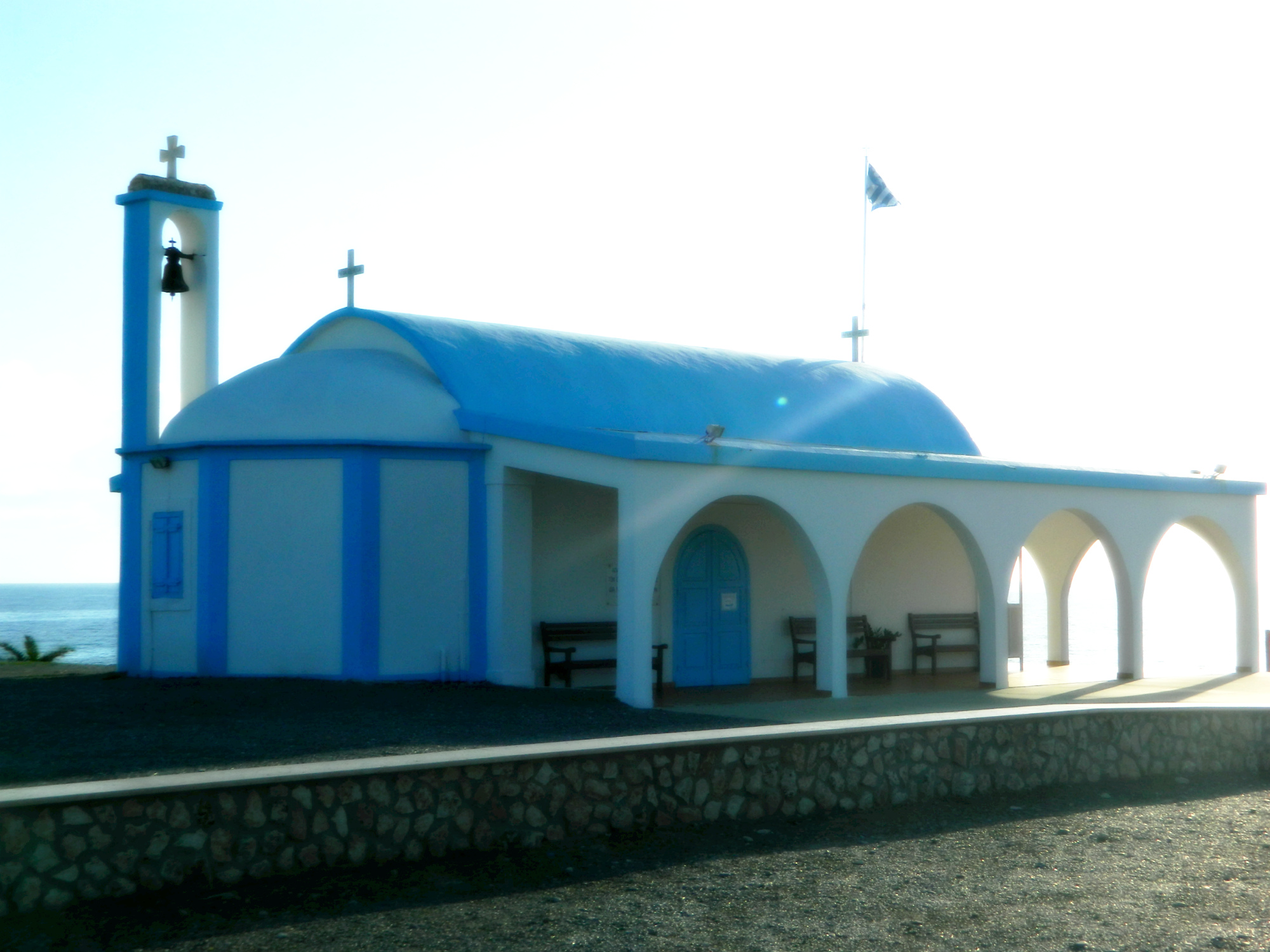
Kapel St. Thekla
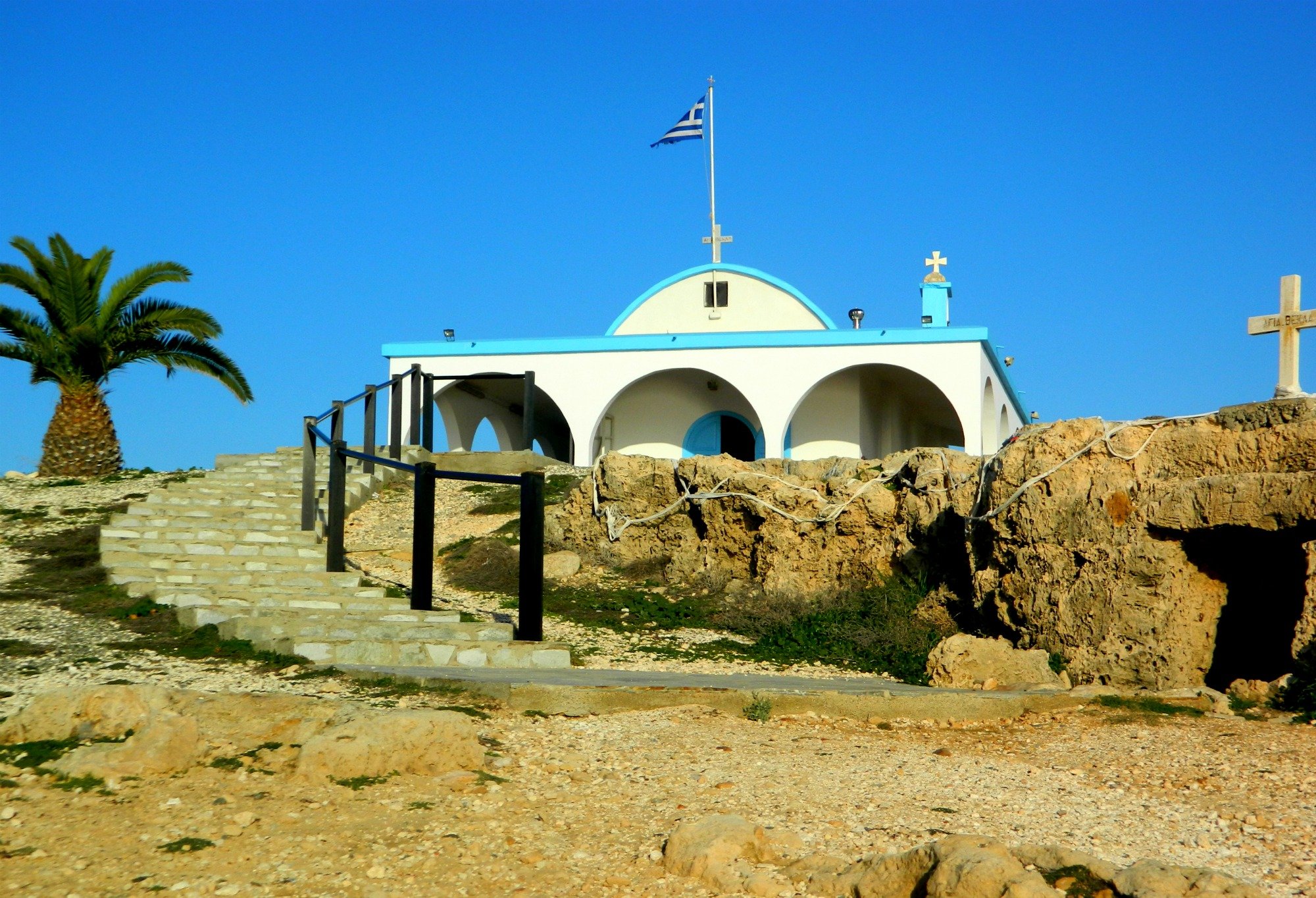
Kapel St. Thekla
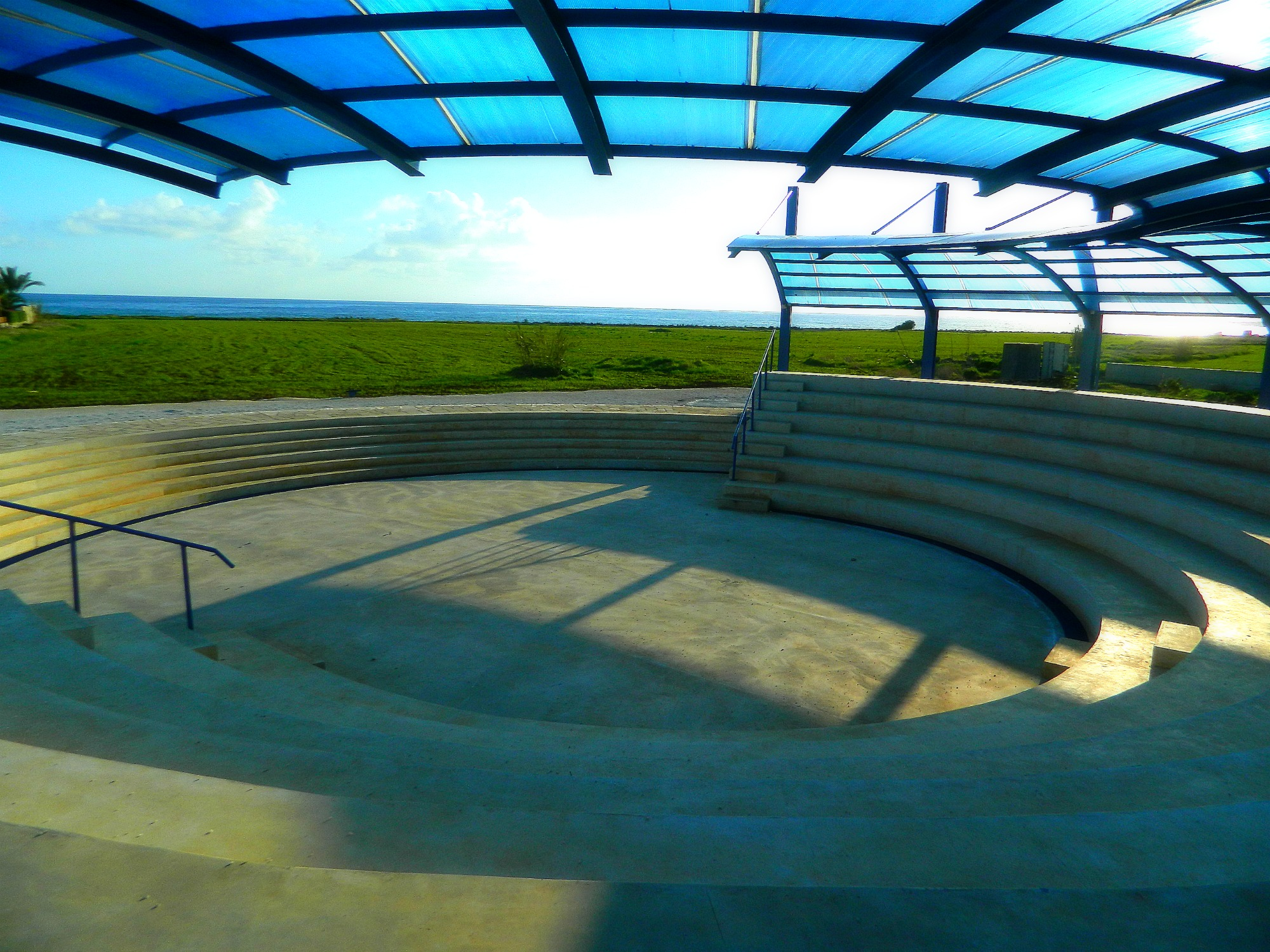
Amfitheater in Sotira
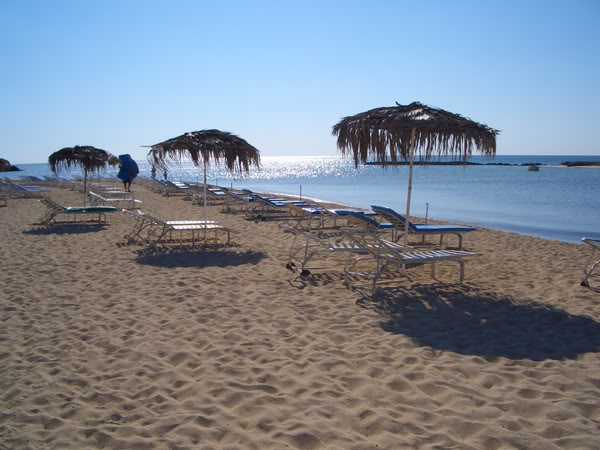
Het strand Ayia Thekla

## Geboren
- Dimitris Christofi (28 september 1988), voetballer